# Pilot 792 SE
Pilot 792 SE är en svensk snabbgående lotsbåt som byggdes 2008 av Marine Alutech Oy Ab i Tykö i Finland för Sjöfartsverket i Norrköping. Pilot 792 SE stationerades först vid Luleå lotsplats, men flyttades i december 2009 till Kapellskärs lotsplats i Norrtälje kommun.